# Wugang, Shaoyang
Wugang, tidigare romaniserat Wukang, är en stad på häradsnivå som lyder under Shaoyangs stad på prefekturnivå i Hunan-provinsen i södra Kina. Den ligger omkring 270 kilometer sydväst om provinshuvudstaden Changsha.